# Myrmapana panamensis
Espèce
Synonymes
- Myrmarachne panamensis Galiano, 1969

Myrmapana panamensis est une espèce d'araignées aranéomorphes de la famille des Salticidae.

## Distribution
Cette espèce se rencontre en Argentine et au Panama.

## Étymologie
Son nom d'espèce, composé de panam[a] et du suffixe latin -ensis, « qui vit dans, qui habite », lui a été donné en référence au lieu de sa découverte, Panama.

## Publication originale
- Galiano, 1969 : Salticidae (Araneae) formiciformes. VII. El género Myrmarachne Mac Leay, 1839, en America. Revista del Museo Argentino de Ciencias Naturales Bernardino Rivadavia (Ent.), vol. 3, p. 107-148.